# Pteranodon
Pteranodon (fra græsk pter- "vinge" og an-odon "tandløs") er en slægt af krybdyr fra sen kridttid fra Nordamerika (Kansas, Alabama, Nebraska, Wyoming og South Dakota). Det var en af de slægter blandt flyveøglerne med det største vingefang på op til 9 meter. Pteranodon er kendt fra flere fossilfund end nogen anden flyveøgle, med omkring 1.200 fund, mange af dem er velbevarede med komplette kranier og sammenhængende skeletter.
Pteranodon var et krybdyr, men ikke en dinosaur.